# Gerardo Rivero
Gerardo Damián Rivero, mais conhecido como Gerardo Rivero (Buenos Aires, 12 de março de 1975), é um futebolista argentino que atua como meio-campista. Atualmente, joga pelo Huracán.